# Arthur Grey, XIV barón Grey de Wilton

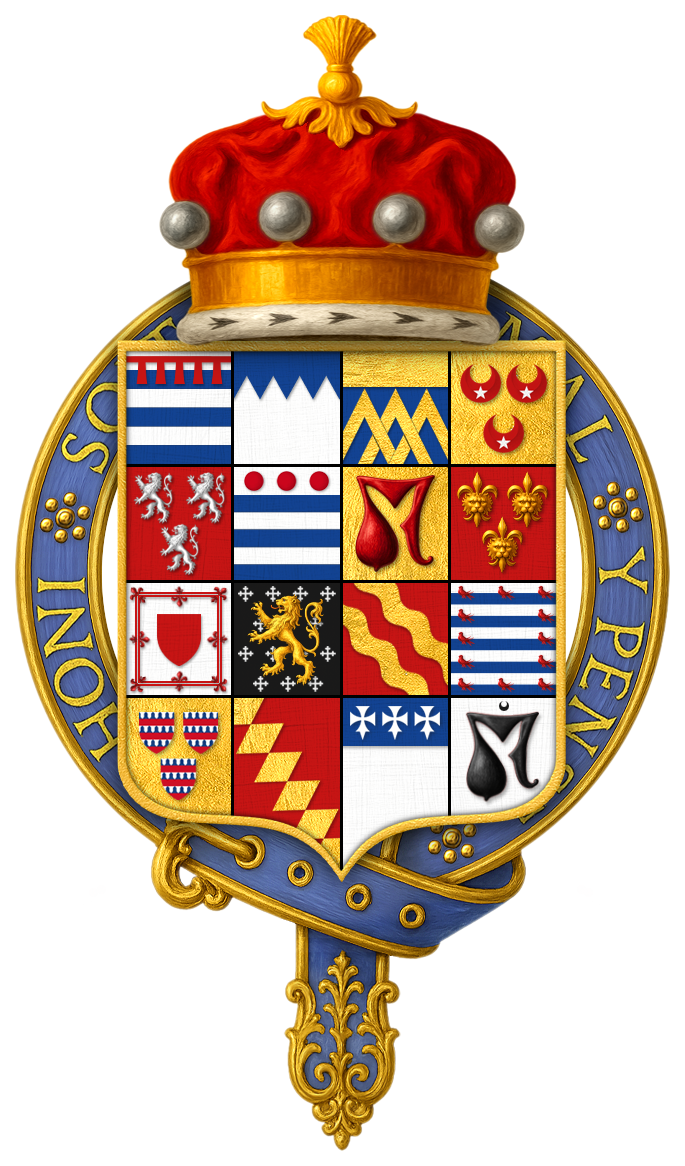
Armas del, 14 Barón Grey de Wilton, KG

El muy honorable Arthur Grey, XIV barón Grey de Wilton, KG (1536–1593), fue un barón en la nobleza de Inglaterra. Lord Grey de Wilton es especialmente reconocido por los relatos sobre su padre, su participación en el sitio de Calais de 1558, y su implicación en la masacre después del sitio de Smerwick en la península de Dingle en el Condado de Kerry. Sirvió como Lord Diputado de Irlanda entre 1580 y 1582.

## Vida
Arthur Grey era el primogénito del XIII Barón Grey de Wilton y Mary, hija del conde de Worcester. Fue Caballero y fue Lord Teniente de Buckinghamshire en dos ocasiones distintas, 1569 y 1587, aunque no hay constancia de que ocupara ese título en los años intermedios. Probablemente fue con su padre a Guisnes en 1553; ciertamente estaba allí cuándo los franceses declararon la guerra en 1557; su relato de la desesperada defensa que realizó su padre de Guisnes, después de la caída de Calais, constituye la mejor fuente de los acontecimientos. Al igual que su padre  se convirtió en rehén pero fue liberado un año más tarde. Sucedió a su padre como XIV barón en 1562; la fortuna familiar se había visto muy reducida por el elevado rescate requerido para liberar a su padre. No obstante, la reina Isabel I, les restauró las propiedades que habían sido embargadas a su padre por su participación en el asunto de Juana Grey.
En 1580, reunió una fuerza de 6,000 y fue enviado como Lord Teniente de Irlanda para sofocar la segunda Rebelión de Desmond, reemplazando al Sir William Pelham, notorio por su brutalidad. Su primera acción tuvo lugar en la Glenmalure, Condado Wicklow en agosto, cuando el ejército inglés de 3.000 hombres, al frente del cual estaba, fue destrozado por Fiach McHugh O'Byrne, sufriendo 800 bajas. Más tarde ese mismo año, masacró a 600 irlandeses, italianos y españoles que se habían rendido en Ard na Caithne (Smerwick) en Kerry, en un incidente conocido como el Sitio de Smerwick. Según algunas versiones, Lord Grey de Wilton prometió a los sitiado perdonar sus vidas a cambio de la rendición, una promesa que rompió - de donde viene el proverbio irlandés 'fé de Grey'.
Por 1582, la rebelión estaba en sus últimos estertores y fue llamado a Inglaterra, dejando Munster devastado por la hambruna. Había conseguido restablecer el orden, pero la justicia de algunas de sus acciones fue criticada, incluyendo la masacre de Smerwick, y el ahorcamiento del anterior Justicia Jefe, Nicholas Nugent, por lo que no parece haber sido más que una sospecha de complicidad en la rebelión.

## Matrimonio y descendencia
Lord Grey se casó después 1572 con Jane Sibella Morrison, que murió en julio de 1615 y cuyo testamento fue datado el 6 de marzo de 1614/1615 y probado el 14 de julio de 1615. Ella se naturalizó como súbdita inglesa en 1575/1576, y era viuda de Edward Russell, Barón Russell.
Arthur y Jane fueron los padres de Thomas Grey, XV baron Grey de Wilton, y Hon. Elizabeth Grey de Wilton, casada con Sir William Cooper y Sir Francis Goodwin.